# Faro de Giordani
El Faro de Giordani está ubicado sobre la colina Gurdan en Ghasri, cerca del extremo noroeste de Gozo en Malta. 
Fue construido e iluminado en 1853. 
Torre redonda de piedra de 22 m con linterna y galería, que se levanta de la casa de un guarda de piedra de 2 pisos. La torre y linterna pintadas de blanco, y la casa está sin pintar. Durante la Segunda Guerra Mundial, se instala un radar en el faro, lo que permite anticipar los ataques aéreos italianos y alemanes.
Es actualmente la principal estación de vigilancia atmosférica global para el Mediterráneo central. Un proyecto de 200.000 euros para restaurar el faro como una atracción turística comenzó a principios de 2018. Ubicado, a 800 m del borde de un acantilado que cae directamente hacia el mar. 
En junio de 1994, el faro estaba completamente automatizado, requiriendo solo mantenimiento y monitoreo reducidos.
Accesible por carretera. Sitio abierto, torre cerrada.